# G.R. Liljegrens varv

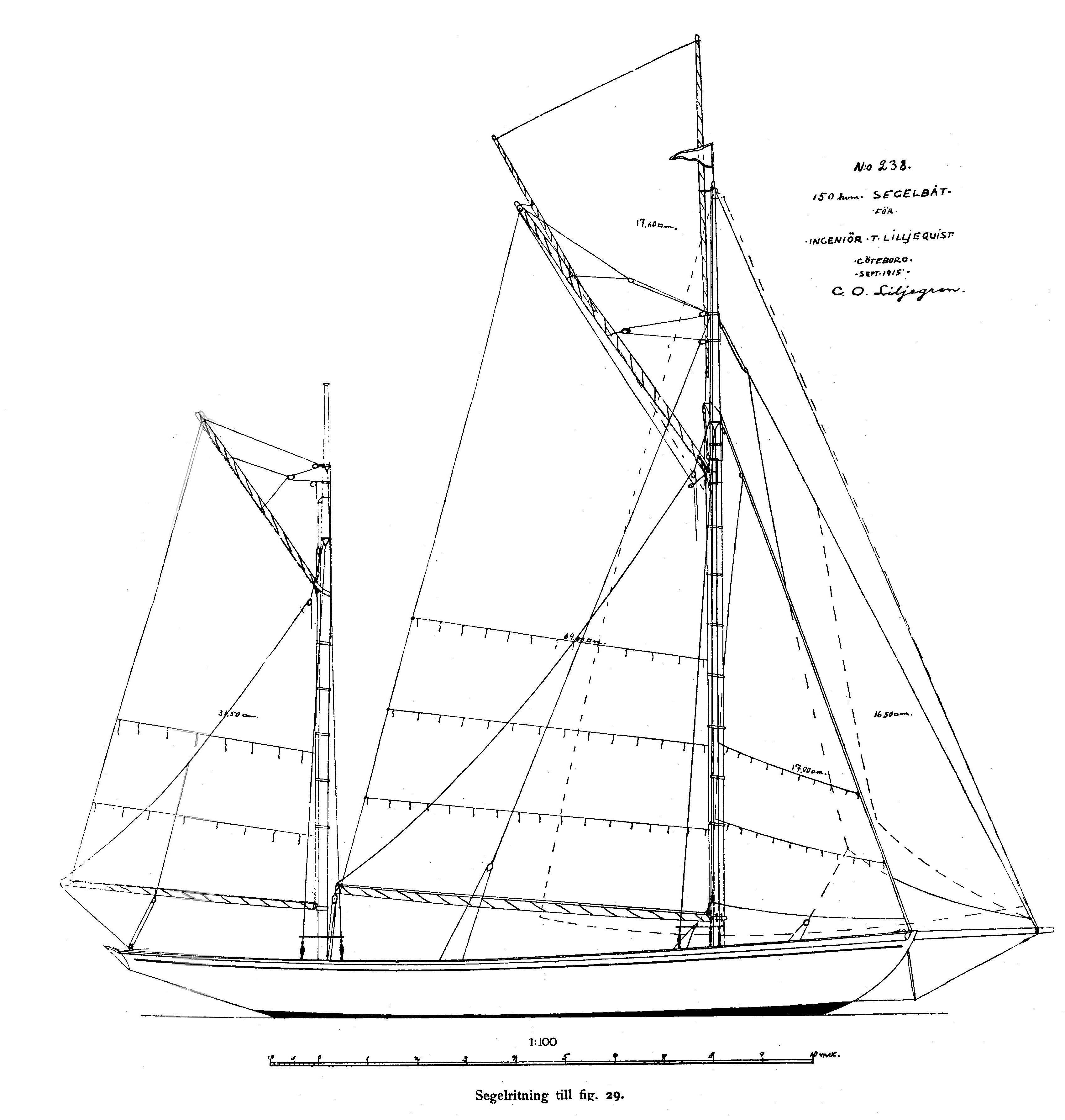
S/Y Gumman, ritning från 1915

G.R. Liljegrens varv var ett tidigare svenskt småbåtsvarv i Färjenäs på Hisingen i Göteborg, som var i drift från 1907 till in på 1920-talet.
Varvet drevs av Gustaf Rudolf Liljegren (1868-1932). Dennes bror Carl Oscar Liljegren var båtkonstruktör på varvet innan han emigrerade till USA i början av 1920-talet. 

## Byggda båtar i urval
- 1908  Segelbåten Agnes för källarmästaren Eduard Ohlson i Göteborg, ritad av C.O. Liljegren
- 1910 Segelbåten Agnes II, 6:a, för källarmästaren Eduard Ohlson i Göteborg,ritad av C.O. Liljegren
- 1915 Segelbåten Marianne, konstruerad av Tore Herlin
- 1916 S/Y Gathenhielm, en gaffelriggad ketch, ritad av C.O. Liljegren
- 1916 Ketchen S/Y Gumman, för ingenjören T. Lilljequist, ritad av C.O. Liljegren
- 1918 Segelbåten Primrose, ritad av C.O. Liljegren